# Ferrari SF90
De Ferrari SF90 is een Formule 1-auto die gebruikt wordt door het Ferrari Formule 1-team in het seizoen 2019.

## Onthulling
Op 15 februari 2019 onthulde Ferrari de nieuwe auto in Maranello. Via een livestream foto's op het internet werden beelden van de nieuwe auto vrijgegeven. De auto wordt in het seizoen 2019 bestuurd door de Duitser Sebastian Vettel, die zijn vijfde seizoen met het team ingaat, en de Monegask Charles Leclerc die zijn eerste seizoen bij het team rijdt. Vettel zet zijn traditie voort en noemt het chassis Lina.

## Resultaten
| Resultaat                     |
| ----------------------------- |
| Winnaar                       |
| Tweede plaats                 |
| Derde plaats                  |
| Gefinisht (punten)            |
| Gefinisht (geen punten)       |
| Niet geklasseerd (NC)         |
| Uitgevallen (DNF)             |
| Niet gekwalificeerd (DNQ)     |
| Gediskwalificeerd (DSQ)       |
| Niet gestart (DNS)            |
| Gewond (INJ)                  |
| Uitgesloten (EX)              |
| Teruggetrokken (WD)           |
| Niet deelgenomen (blanco cel) |
| vetgedrukt (pole position)    |
| cursief (snelste ronde)       |

| Jaar | Chassis      | Motor       | Banden | Coureurs         | 1   | 2   | 3   | 4   | 5   | 6   | 7   | 8   | 9   | 10  | 11  | 12  | 13  | 14  | 15  | 16  | 17  | 18  | 19  | 20  | 21  | Punten | WK-plaats |
| ---- | ------------ | ----------- | ------ | ---------------- | --- | --- | --- | --- | --- | --- | --- | --- | --- | --- | --- | --- | --- | --- | --- | --- | --- | --- | --- | --- | --- | ------ | --------- |
| 2019 | Ferrari SF90 | Ferrari 064 | P      |                  | AUS | BHR | CHN | AZE | SPA | MON | CAN | FRA | OOS | GBR | DUI | HON | BEL | ITA | SIN | RUS | JPN | MEX | USA | BRA | ABU | 504    | Zilver    |
| 2019 | Ferrari SF90 | Ferrari 064 | P      | Sebastian Vettel | 4   | 5   | 3   | 3   | 4   | 2   | 2   | 5   | 4   | 16  | 2   | 3   | 4   | 13  | 1   | DNF | 2   | 2   | DNF | 17† | 5   | 504    | Zilver    |
| 2019 | Ferrari SF90 | Ferrari 064 | P      | Charles Leclerc  | 5   | 3   | 5   | 5   | 5   | DNF | 3   | 3   | 2   | 3   | DNF | 4   | 1   | 1   | 2   | 3   | 6   | 4   | 4   | 18† | 3   | 504    | Zilver    |
| Jaar | Chassis      | Motor       | Banden | Coureurs         | 1   | 2   | 3   | 4   | 5   | 6   | 7   | 8   | 9   | 10  | 11  | 12  | 13  | 14  | 15  | 16  | 17  | 18  | 19  | 20  | 21  | Punten | WK-plaats |

† Uitgevallen maar wel geklassificeerd omdat hij meer dan 90% van de raceafstand heeft voltooid.
Alfa Romeo C38 ·
Ferrari SF90 ·
Haas VF-19 ·
McLaren MCL34 ·
Mercedes AMG F1 W10 EQ Power+ ·
Racing Point RP19 ·
Red Bull RB15 ·
Renault R.S.19 ·
Toro Rosso STR14 ·
Williams FW42